# Nico Verhoeven
Nico Verhoeven (Berkel-Enschot, 2 de octubre de 1961) es un exciclista neerlandés.
Debutó como profesional en 1985 y se retiró en 1995. Su mayor logro fue la consecución de la primera etapa del Tour de Francia 1987 en Berlín. En 1998, se convirtió en director deportivo del equipo Rabobank. Después ejerció esta función en el equipo Rabobank Development Team de 2002 a 2009 para volver a dirigir al primer equipo donde sigue en la actualidad, aunque con nuevo patrocinador y nuevo nombre: Belkin Pro Cycling Team.

## Palmarés
1983 (como amateur)
- 1 etapa de la Vuelta a la Baja Sajonia.

1984 (como amateur)
- Gran Premio Waregem

1986
- 1 etapa de la Vuelta a Bélgica.
- 2.º en el Campeonato de los Países Bajos en Ruta

1987
- Gran Premio de la Villa de Zottegem
- 1 etapa del Tour de Francia.

1990
- 2 etapas de la Vuelta a México

1992
- 1 etapa de la Vuelta a Murcia
- Circuito de las Ardenas Flamencas– Ichtegem

1994
- 1 etapa de la Estrella de Bessèges

## Resultados en las grandes vueltas
| Carrera         | 1985 | 1986  | 1987 | 1988  | 1989 | 1990 | 1991 | 1992  | 1993 | 1994 | 1995 |
| --------------- | ---- | ----- | ---- | ----- | ---- | ---- | ---- | ----- | ---- | ---- | ---- |
| Giro de Italia  | -    | 130.º | -    | -     | -    | -    | -    | -     | -    | -    | -    |
| Tour de Francia | -    | -     | Ab.  | 143.º | -    | -    | Ab.  | -     | -    | -    | -    |
| Vuelta a España | -    | -     | -    | -     | -    | -    | -    | 119.º | -    | -    | -    |
| Mundial en Ruta | -    | -     | -    | -     | -    | -    | Ab.  | Ab.   | Ab.  | -    | -    |